# Jeanne Vandier d’Abbadie
Jeanne Marie Thérèse Vandier d’Abbadie (* als Jeanne Marie Thérèse Abbadie d’Arrant am 26. September 1899 in Nürnberg, Deutsches Reich; † 25. April 1977 in Neuilly-sur-Seine) war eine französische Ägyptologin.

## Leben und Wirken
Jeanne Abbadie d’Arrant wurde in Deutschland in eine alte Familie französischer Protestanten geboren. Sie wuchs in Paris in einem kunstsinnigen Umfeld auf, umgeben von Künstlern und Schauspielern, darunter auch Sarah Bernhardt. Nachdem sie ihr Baccalauréat littéraire erlangt hatte, spielte sie selbst unter der Leitung von Louise Lara ein paar kleinere Theaterrollen. Mit dem Schauspieler Claude Autant-Lara, Louise Laras Sohn, blieb sie für den Rest des Lebens befreundet. Sie besuchte von 1926 bis 1929 sowohl die École nationale supérieure des beaux-arts de Paris, als auch parallel dazu die École du Louvre, wo sie Kurse von Charles Boreaux belegte, der sie für die Ägyptologie begeisterte. Es folgte ein Wechsel an das Institut Catholique de Paris. Dort lernte sie auch ihren späteren Ehemann, den Ägyptologen Jacques Vandier kennen. Nach dem Studium weilte Abbadie d’Arrant mit einem Stipendium, das sie auf Fürsprache von Boreaux hin bekommen hatte, ein Jahr in Kairo, wo sie am Ägyptischen Museum Inschriften der Gräber und Ostraka kopierte. Insbesondere beim Kopieren solcher Objekte erlangte sie eine große Könnerschaft. Nach der Rückkehr heiratete sie Vanadier und beide arbeiteten anschließend von 1932 bis 1936 am Institut français d’archéologie orientale in Kairo. Gemeinsam waren sie, wie zur selben Zeit auch Jacques Jean Clére, an den Ausgrabungen in Deir el-Medineh unter der Leitung von Bernard Bruyere beteiligt, wo sie die Gräber der Handwerker und insbesondere der Künstler der Siedlung, die im Tal der Könige arbeiteten, erforschten. Neben zwei Bänden der gefundenen Ostraka publizierte sie während ihrer Zeit in Ägypten das Grab von Cha und Merit (TT8), für die Publikation ihres Mannes des Grabes von Neferabet (TT5) steuerte sie die Zeichnungen bei.
Mittlerweile zurück in Paris unterstützte Vandier d’Abbadie bei Kriegsausbruch 1939 ihren Lehrer Boreaux, die wertvollen Objekte aus dem Louvre an sicherere Orte, die Schlösser von Cheverny und Chambord, zu evakuieren. Somit kam keines der Objekte im Kriegsverlauf zu Schaden. Die Rückholung nach dem Krieg wurde dann schon von ihrem Mann beaufsichtigt, der seit 1936 dem 1944 verstorbenen Boreaux als Chefkonservator der ägyptischen Abteilung am Louvre nachgefolgt war, 1939 aber aufgrund der Mobilmachung seinem Vorgänger die Evakuierungsarbeiten überlassen musste. Vandier d’Abbadie publizierte in den nächsten Jahren die ägyptischen Toilettenartikel des Louvre. Obwohl ihr Mann 1955 an Poliomyelitis erkrankt war und er danach vor allem in seinen unteren Extremitäten schwerst behindert war, setzten beide ihre wissenschaftliche Arbeit fort. Marcelle Huet beschrieb beider gemeinschaftliches Wirken als kongenial, beide hatten ihr Leben der ägyptischen Abteilung des Louvre gewidmet, wo sie mit der internationalen Ägyptologengemeinschaft in engem Kontakt standen. Zu Beginn der 1960er Jahre wandte sie sich auch der Fachgeschichte zu und veröffentlichte eine Biografie des frühen französischen Archäologen Nestor L'Hôte. Nach dem Tod ihre Ehemannes 1973 widmete sie sich in ihren letzten Jahren der Fertigstellung seiner begonnenen Arbeiten, so der Bearbeitung seiner Kopien der Texte aus dem Tempel von el-Tod aus mittelägyptischer Zeit.

## Publikationen (Auswahl)
- mit Jacques Vandier: Tombes de Deir el-Médineh. La tombe de Nefer-abou (= Mémoires publiés par les membres de l’Institut français d’archéologie orientale du Caire. Band 69). Institut Français d’Archéologie Orientale, Kairo 1935 (PDF; 83,3 MB); abgerufen über Institut français d’archéologie orientale (IFAO).
- Deux tombes de Deir el-Médineh. Première Partie: La Chapelle de Khâ (= Mémoires publiés par les membres de l’Institut français d’archéologie orientale du Caire. Band 73). Institut Français d’Archéologie Orientale, Kairo 1939 (PDF; 114,6 MB); abgerufen über Institut français d’archéologie orientale (IFAO).
- Deux tombes ramessides à Gournet-Mourraï (= Mémoires publiés par les membres de l’Institut français d’archéologie orientale du Caire. Band 87). Institut Français d’Archéologie Orientale, Kairo 1954  (PDF; 14,8 MB); abgerufen über Internet Archive.
- Catalogue des ostraca figurs de Deir el-Medineh. 2 Bände in 4 Faszikeln, Institut Français d’Archéologie Orientale, Kairo 1936 und 1959.
- Nestor L’Hote (1804 – 1842). Choix de documents conserves a la Biblio Nationale et aux archives du Musee du Louvre. Brill, Leiden 1963.
- Les objects de Toilette Egyptiens au Musee du Louvre. Editions des Musees Nationaux, Paris 1972.